# Lerato Shadi
Lerato Shadi (* 1979 in Mafikeng, Südafrika) ist eine südafrikanische Performancekünstlerin. Sie lebt und arbeitet in Berlin.

## Leben und Werk
Shadi studierte bildende Kunst an der Universität von Johannesburg, wo sie 2007 einen Bachelor of Arts in Visual Arts erhielt. 2018 erwarb sie in Raumstrategien einen Master of Arts-Abschluss an der Kunsthochschule Berlin-Weißensee. Sie war von 2009 bis 2011 Mitglied der Bag Factory Artist Studios in Johannesburg, 2013 Stipendiatin am Zentrum Paul Klee in Bern, 2017 Artist-in-Residence bei AFRICA'SOUT in New York und 2018 Stipendiatin des Villa Romana Prize.
Shadis Arbeit stellt gängige Annahmen in Frage, um westliche Geschichtsvorstellungen zu kritisieren und das Unsichtbare oder Übersehene sichtbar zu machen. Sie arbeitet über Video, Performance und Installation und verwendet häufig sich wiederholende Prozesse. Shadi verwendet die Bantusprache Tswana, um ihre Werke zu betiteln.
Ihre Arbeit war Teil der Dak'art Biennale 2012 und der Moscow International Biennale for Young Art sowie der Curitiba Biennale 2019 und sie nahm 2017 an den öffentlichen Programmen der documenta 14 in Kassel teil. Ihre Arbeiten sind weltweit in Ausstellungen zu sehen und sind in den Sammlungen der Tate Gallery of Modern Art, des nbk Videoforum und der IZIKO South African National Galerie vertreten.

## Ausstellungen (Auswahl)
- 2022: Empowerment, Kunstmuseum Wolfsburg, Deutschland
- 2022: Polyphone. Polyphonies visuelles et sonores, Musée d’art et d’histoire Paul Eluard de Saint-Denis, Paris
- 2021: Nimmersatt? Imagining Society without Growth, Kunsthalle Münster, Deutschland
- 2021: Beyond Homogeneity, Syker Vorwerk (Center for Contemporary Art), Syke, Deutschland
- 2021: LACED: In Search of What Connects Us, New Art Exchange, Nottingham
- 2021: LandLiebe, Kunst und Landwirtschaft, Kunstmuseum, Chur, Schweiz
- 2021: Polyphon. Mehrstimmigkeit in Bild und Ton, Kunstsammlung Gera, Gera
- 2021: On Hannah Arendt: What is Authority, Richard Saltoun Gallery, London
- 2021: European Media Art Festival, Kunsthalle Osnabrück, Osnabrück
- 2021:  Was wird vergessen und was bleibt?, Musée national de l’histoire de l’immigration, Paris
- 2021: The Power of My Hands, Le Musée d’Art Moderne de Paris, Paris
- 2021: Das Ding selbst existiert überall, Blank Projects, Kapstadt
- 2020: This Are the Only Times You Have Known, Neuer Berliner Kunstverein, Berlin
- 2020: Women, Daimler Contemporary, Berlin
- 2019: the head the hand, blank projects, Cape Town
- 2019: Open Borders, 14th Curitiba Biennale, Museu Oscar Niemeyer, Curitiba, Brasilien
- 2019: Merdelamerdelamer, Mauroner Contemporary Art, Wien
- 2019: Agropoetics, SAVVY Contemporary, Berlin
- 2019: Seeds for Future Memories, ifa Galerie, Berlin
- 2019: Sound on the 4th Floor, zusammengestellt und arrangiert von Gerwald Rockenschaub, Daimler Contemporary, Berlin
- 2019: Supplica per un’appendice, Kunstraum München, München
- 2018: The Main Complaint, Zeitz MOCAA, Cape Town
- 2018: She Devil Remix, Centro Pecci, Prato und Studio Stefania Miscetti, Rom
- 2018: blank, Galerie Guido W. Baudach, Berlin
- 2018: Tell Freedom, 15 südafrikanische Künstler, Kunsthal Amersfoort, Niederlande
- 2017: MINE – The Film Will Always Be You, LRG, Österreich
- 2016: Undisciplinary Learning – Remapping The Aesthetics of Resistance, District, Berlin
- 2016: Being and Becoming: Complexities of the African Identity, Unisa Art Gallery, Pretoria
- 2015: MINE – The Film Will Always Be You, Tate Modern, London
- 2015: Sights & Sounds: South Africa, Jewish Museum, New York
- 2014: Fast Forward, Zajia Lab, Peking
- 2014: Giving Contours to Shadows, nbk, Berlin
- 2013: A Sculptural Premise, Stevenson Gallery, Kapstadt
- 2013: Próximo Futuro, Next Future, Gulbenkian Foundation, Lissabon
- 2012: III Moscow International Biennale for Young Art, Moskau
- 2012: DAK’ART 2012, Dakar Biennale, Dakar
- 2012: Theatre of life, Centre of Contemporary Art, Toruń, Polen
- 2011: Beyond football—shifting interest and identity, SAVVY Contemporary, Berlin und Goethe-Institut, Lagos
- 2011: (Re)constructions: Contemporary Art in South Africa, Museu de Arte Contemporânea de Niterói, Rio de Janeiro
- 2011: Alternating Conditions: Performance Art in South Africa, GoetheOnMain and Bag Factory, Johannesburg
- 2010: Hinter offenen Türen, Stadtgalerie im PROGR, Bern
- 2011: Et-Zeichen, Daimler Contemporary, Art Collection, Berlin
- 2009: Innovative Woman, Constitution Hill, Johannesburg
- 2009: Self/Not self, Brodie/Stevenson, Johannesburg
- 2009: Tlhogo ya Tsie, World Summit on Arts and Culture, Museum Africa, Johannesburg
- 2009: Ke Tlhogo, House of Legacy, Belgrad
- 2008: Real Presence, Castello di Rivoli, Turin
- 2008: Reflect Refuel Pretoria Art Museum, Pretoria

### Einzelausstellungen
- 2020: Maru a Pula Is a Song of Happiness, KINDL - Centre for Contemporary Art, Berlin
- 2020: Bato Ba Me, Kunstverein in Hamburg, Hamburg
- 2019: Lefa Le, SACI Gallery, Florenz, Italien
- 2016: Di Dikadika Tsa Dinaledi.  GoetheOnMain, Johannesburg
- 2016: Noka Ya Bokamoso.  South African National Arts Festival, Grahamstown, Südafrika
- 2015: Seriti Se, Galerie Wedding, Berlin[5]
- 2014: Makhubu, Institute of International Visual Arts, London
- 2012: Seipone, alpha nova & galerie futura, Berlin
- 011: 50 G and Tlhogo, Stevenson Gallery, Cape Town, Südafrika
- 2010: Selogilwe, Brodie/Stevenson, Johannesburg
- 2010: Mosako Wa Seipone, GoetheOnMain, Johannesburg
- 2007: Project Room #7, Johannesburg Art Gallery, Johannesburg
- 2007: Aboleleng and Hema, Stevenson Gallery, Cape Town

## Veröffentlichung
- Lerato Shadi. DZA Druckerei zu Altenburg, 2022, ISBN 978-3-948212-74-2.[6]

## Auszeichnungen
- 2014: mart stam studio grant Berlin[7]
- 2016: Alumni Dignitas Award der Universität Johannesburg
- 2018: Villa Romana Prize
- 2019: Arbeitsstipendium des Berliner Senats